# ياسوتو هوندا
ياسوتو هوندا (本田 泰人) (ولد 25 يونيو 1969) هو لاعب كرة قدم ياباني سابق، شارك في كأس آسيا 1996.

## روابط خارجية
- ياسوتو هوندا على موقع الاتحاد الدولي (مؤرشف)  (الإنجليزية)
- ياسوتو هوندا على موقع رابطة كرة القدم اليابانية للمحترفين (اليابانية)
- ياسوتو هوندا على موقع قاعدة بيانات كرة القدم.إي يو (الإنجليزية)
- ياسوتو هوندا على موقع ناشيونال فوتبول تيمز (الإنجليزية)
- ياسوتو هوندا على موقع عالم كرة القدم.نت (الإنجليزية)

1. ↑  "ياسوتو هوندا". Guardian.co.uk. مؤرشف من الأصل في 2012-06-08.